# Uwe Hain
Uwe Hain (* 18. Oktober 1955 in Schladen) ist ein ehemaliger deutscher Fußballspieler.
In seiner aktiven Laufbahn bestritt er 45 Bundesligaspiele und 126 Zweitligaspiele als Torwart. Heute ist er Trainer und Torwarttrainer.

## Karriere
Bis Mitte 1972 stand er in Reihen des SV Schladen. Von der Spielzeit 1972/73 bis Ende Juni 1982 trug er das Trikot von Eintracht Braunschweig und absolvierte 38 Ligapartien. Von 1982 bis 1987 stand er beim Hamburger SV unter Vertrag und wurde in sieben Erstligabegegnungen eingesetzt. Zur Saison 1987/88 kehrte er zu den Braunschweigern in die 2. Bundesliga zurück, verblieb dort bis Jahresende 1991 und kam in 127 Ligaspielen zum Einsatz. In der ersten Jahreshälfte 1992 gehört er dem FC St. Pauli an. Seine letzte Saison in der 2. Bundesliga bestritt er 1992/93 beim VfL Wolfsburg. Anschließend spielte er ab Juli 1993 noch für den Wolfenbütteler SV auf Amateurebene.
Zu seinen größten Erfolgen zählen der Titelgewinn in der Bundesliga 1983 sowie der Sieg im DFB-Pokal 1987 als Ersatztorwart, vor allem aber der Gewinn des Europapokals der Landesmeister mit dem Hamburger SV am 25. Mai 1983.
Obwohl er bei seinen Einsätzen in der Bundesliga regelmäßig hervorragende Leistungen zeigte, erreichte er nicht mehr Einsätze, da die Nationaltorhüter Bernd Franke (Braunschweig) und Uli Stein (Hamburg) seine vereinsinternen Konkurrenten waren.
Von 1998 bis 2009 war Uwe Hain Torwarttrainer bei Eintracht Braunschweig in der dritten Liga. In der Saison 1998/99 und 2000/01 fungierte er außerdem als Interimstrainer. Er trainierte des Weiteren die zweite Mannschaft von Eintracht Braunschweig in der Oberliga Nord.
Zwischenzeitlich trainierte Hain den Nordharzligisten SV Schladen.
Seit Beginn der Rückrunde 2014/2015 trainiert Uwe Hain den Blankenburger FV, der in der Landesklasse spielt.
Uwe Hain ist der Bruder des ehemaligen FC-St.-Pauli-Torwarts Mathias Hain, der inzwischen ebenfalls Torwarttrainer ist und momentan beim FC St. Pauli unter Vertrag steht.

## Erfolge
- EC-Sieger der Landesmeister 1983
- Deutscher Meister 1983
- Vize-Meister 1984 und 1987
- Deutscher Pokalsieger 1987
- Dritter 1977
- Platz 5, 1976
- DFB-Pokal-Halbfinale 1981 und 1990